# Hexagenia albivitta
Hexagenia albivitta är en dagsländeart som först beskrevs av Walker 1853.  Hexagenia albivitta ingår i släktet Hexagenia och familjen sanddagsländor. Inga underarter finns listade i Catalogue of Life.